# Tecciztecatl

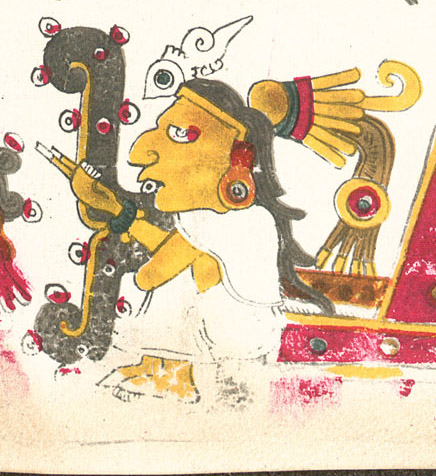
Une représentation de Tecciztecatl, un des dieux décrits dans le Codex Borgia.

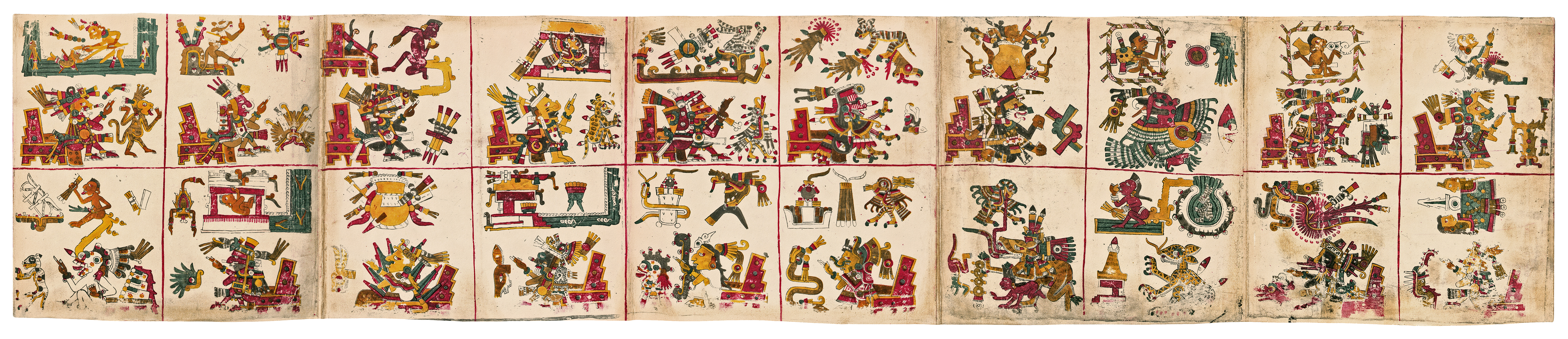
Tecciztecatl, dans le Codex Borgia, portant un grand coquillage blanc

Tecciztecatl, l'homme au coquillage (aussi appelé Tecuciztecal, Tecuciztecat) est dans la mythologie aztèque le dieu de la fierté devenu la Lune. Il est le fils de Tlaloc le dieu aztèque de la pluie et de Chalchihuitlicue déesse des rivières et des lacs. Il est représenté dans le Codex Borgia portant un grand coquillage blanc. Dans le Tonalpohualli, le calendrier aztèque, il préside à la sixième treizeine de jours appelée Miquiztli « mort ».

## Étymologie
Le nom de la divinité Tecciztecatl vient du nahuatl et est formé à partir des éléments tecciztli « coquillage », et tecatl « habitant de, homme de ».

## Mythe
À la suite d'un rituel destiné à faire de lui le cinquième soleil, il devient la lune. Hésitant à se jeter le premier dans le feu sacrificiel malgré ses somptueuses offrandes et après s'être porté volontaire, il laisse sa place à Nanahuatl se consumant avant lui. Il se décide ensuite à le suivre occasionnant la naissance de deux soleils. Les autres dieux déçus de son acte de couardise lui jettent alors un lièvre à la figure diminuant ainsi sa luminosité, et faisant apparaître pour toujours une ombre en forme de cet animal visible à sa surface.